# Reich Dániel
Reich Dániel (Budapest, 1986. január 8. –) diplomás operatőr, H.S.C.

## Élete
A Színház- és Filmművészeti Egyetemen végzett 2005-től 2010-ig Kende János alatt operatőrként. A Magyar Operatőrök Társaságának Aranyszem rövidfilmes díjával jutalmazták három ízben is munkásságát. Munkásságát külföldön is nyilván tartják, 2020-ban Drakulics elvtárs című filmje a legjobb film díjat kapta a brazíliai Porto Alegrei filmfesztiválon.
Felesége Szabó Emília színésznő (József Attila Színház), házasság időpontja: 2014. augusztus 23. Két gyermeke van.

## Munkái

### Filmek
- 2025 Véletlenül írtam egy könyvet operatőr (magyar családi film, 98 perc, 2025)
- 2021 El a kezekkel a Papámtól! operatőr (magyar játékfilm, 97 perc, 2021)
- 2019 Drakulics elvtárs operatőr (magyar vígjáték, 95 perc, 2019)
- 2017 Egy szerelem gasztronómiája operatőr (magyar zenés vígjáték, 88 perc, 2017)
- 2017 A belső oldal rendező, forgatókönyvíró, operatőr (magyar kisjátékfilm, 15 perc, 2017)
- 2016 Záridő rendező, forgatókönyvíró, operatőr (magyar kisjátékfilm, 20 perc, 2016)
- 2015 Helló, Szia, Csókolom operatőr (magyar dokumentumfilm, 50 perc, 2015)
- 2015 En passant operatőr (magyar kisjátékfilm, 19 perc, 2015)
- 2013 Isteni műszak operatőr (magyar vígjáték, 106 perc, 2013)
- 2013 A prímás - Emlékezés Halmos Bélára operatőr (magyar dokumentumfilm, 27 perc, 2013)
- 2012 Drága besúgott barátaim operatőr (magyar filmdráma, 93 perc, 2012)
- 2011 Valaki - Müller Péter kamera (magyar dokumentumfilm, 35 perc, 2011)
- 2010 East Side Stories operatőr (magyar játékfilm, 90 perc, 2010)
- 2009 Barbakán operatőr (magyar táncfilm, 9 perc, 2009)
- 2006 A masculinum felé operatőr (magyar kisjátékfilm, 22 perc, 2006)
- Csörgess meg! operatőr (színházi közvetítés, 120 perc)
- 1 könyv

### Színdarabok
- 2016 A salemi boszorkányok díszlet Bemutató 2016. február 20.
- 2015 Sirály avagy 80 kiló szerelem fény Bemutató 2015. február 28.
- 2011 Haláltánc-variációk videó

### Reklámfilmek
Számos reklámfilmet is készített az alábbi vállalatok részére:
- Vodafone, Coca-Cola, Telekom, Unicef, Algoflex, Takarékbank, Invitel, MKB Bank, Groupama

### Díjai
- 2017 – best cinematography award – 9th short to the point – Záridő
- 2017 – best cinematography award – 1st toxff – toxic film festival – Záridő
- 2017 – best cinematography award – 1st maniatic int'l film festival – Záridő
- 2017 – prize for best director award – 4th firenzefilmcorti festival – Záridő
- 2017 – critic’s award main section – 10th amarcort film festival – Záridő
- 2017 – best international shortfilm award – 5th rural filmfest – Záridő
- 2017 – bestfantastic shortfilm award – fivecontinentsinternational film festival – Záridő 2017 – best screenplay award – 9th short to the point – A belső oldal
- 2017 – best international shortfilm award – 1st madeira fantastic filmfest – Záridő
- 2016 – best cinematography – gold award – kreatív kraft awards – péterfy bori & love band – Szép halott
- 2015 – best cinematographer award – h.s.c. hungarian society of cinematographers, shortfilm category – Záridő
- 2011 – best director award – festival internacional decortometrajes de dénia,spain – Emlékezetből
- 2011 – best cinematographer award – festival internacional decortometrajes de dénia, spain – Emlékezetből
- 2010 – best cinematographer nomination – cameraimageint. cinematographer festival, poland, student category – Epilógus
- 2009 – best cinematographer award – h.s.c. hungarian society of cinematographers, student category – Epilógus
- 2007 – best cinematographer award – h.s.c. hungarian society of cinematographers, student category – C-változat